# Mia Hermansson
Mia Åsa Kristina Hermansson (ur. 12 grudnia 1992) – szwedzka judoczka. Olimpijka z Rio de Janeiro 2016, gdzie zajęła siedemnaste miejsce w wadze półśredniej.
Uczestniczka mistrzostw świata w 2013, 2014, 2015 i 2017. Startowała w Pucharze Świata w latach 2010-2014 i 2017. Siódma na igrzyskach europejskich w 2015. Wygrała mistrzostwa nordyckie w 2017 roku.

## Letnie Igrzyska Olimpijskie 2016
| Konkurencja | Eliminacje           | Klas. końcowa |
| Konkurencja | Przeciwnik I         | Miejsce       |
| ----------- | -------------------- | ------------- |
| 63 kg       | Edwige Gwend (ITA) P | 17.           |